# Nortrud Boge-Erli
Nortrud Boge-Erli (* 26. November 1943 in Pécs, Ungarn als Nortrud Marianne Erli) ist eine deutsche Kinder- und Jugendbuchautorin.

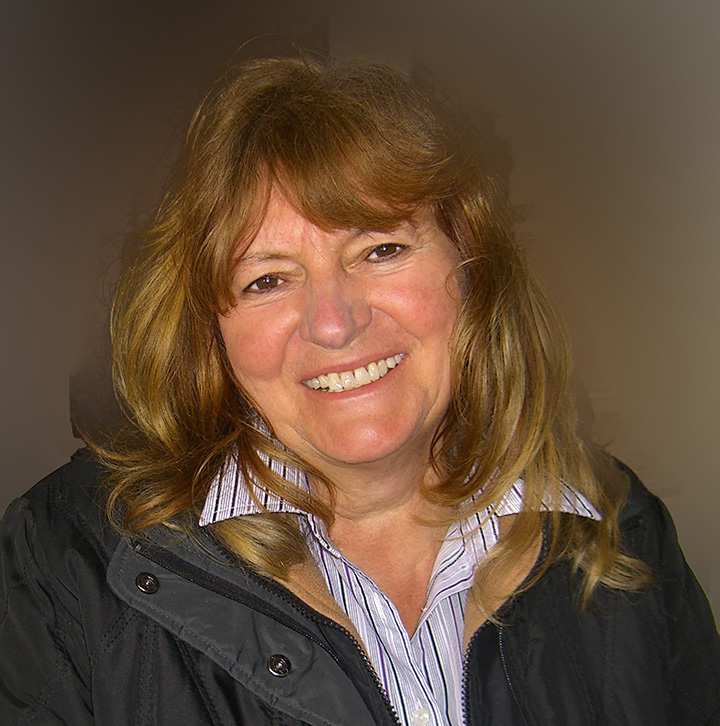
Nortrud Boge-Erli privat 2013

## Leben
Nortrud Boge-Erli wurde als Tochter des Oberstudienrates Josef Erli und seiner Frau Marianne (geb. von Ondreykowicz) in Ungarn geboren. Ihr Vater lernte seine Tochter erst als Kleinkind nach seiner Rückkehr aus dem Krieg und der Kriegsgefangenschaft kennen.
Ihr Abitur bestand sie 1963 in Ravensburg und studierte anschließend Pädagogik, Germanistik und Kunstgeschichte in Weingarten, Tübingen, Hamburg und Bonn. Sie heiratete 1969 den Theologen Dieter Boge und unterrichtete vorübergehend an der GGS Ründeroth. Das Ehepaar zog 1972 nach Duisburg. Boge-Erli engagierte sich während dieser Zeit ehrenamtlich in der Kinder- und Jugendarbeit der evangelischen Kirchengemeinde, und sammelte dabei gleichzeitig Inspiration für ihre Bücher. Aus der Ehe gingen fünf Kinder hervor. Die ersten beiden Kinder, Daniel und Niklas, kamen in der Neujahrsnacht 1978/79 bei einem tragischen Gasunfall ums Leben. Der damals jüngste Sohn Chris überlebte als einziger. In den Jahren 1980 und 1985 wurden die beiden jüngsten Kinder, Nikola und Florian, geboren. Die Ehe wurde im Jahr 2001 geschieden. Nortrud Boge-Erli lebt heute mit ihrem Lebensgefährten in Mettmann bei Düsseldorf.

## Werk
Die Veröffentlichungen von Nortrud Boge-Erli besitzen eine große thematische Bandbreite. Wiederkehrende Aspekte sind jedoch zum einen sozialkritische Themen; zum anderen hat Boge-Erli mehrere Fantasy-, Vampir- und Kriminalromane veröffentlicht.
Die frühen Romane der 1970er und -80er Jahre thematisieren oft lebensphilosophische, religiöse und emanzipatorische Fragen. In späteren Romanen werden die Schwierigkeiten zwischenmenschlicher Beziehungen thematisch dominanter. Die meisten Geschichten sind durch reale Ereignisse inspiriert.
Für ihre Recherchen unternimmt Boge-Erli oft Reisen, um sich mit den Schauplätzen der Geschichten auseinanderzusetzen. So erhielt sie 2005 ein Reisestipendium des Auswärtigen Amtes, für ihre Recherchereise nach Rumänien, zu den Arbeiten am Roman Vampirfieber.
Die Kinderbücher von Boge-Erli haben oft einen fabelartigen Charakter und pädagogischen Anspruch, wie etwa der Kinderroman Emil Reiseschwein (Nagel und Kimche). In den Erzählungen zeichnet sich dabei aber auch immer eine genuine Tierschutzthematik ab.
In Zusammenarbeit mit der Konzertpianistin und Musikpädagogin Dorothée Kreusch-Jacob, mit der sie seit Kindertagen befreundet ist, veröffentlichte Boge-Erli mehrfach Texte zu Kinderliedern, die großteils auch als Tonträger erschienen sind (z. B. Max Krachmach oder Der Bärendoktor).
Besonders bekannt ist Boge-Erli für ihre Autorenlesungen an Schulen und in öffentlichen Bibliotheken, die sie inzwischen auch gemeinsam mit ihrem ältesten lebenden Sohn Chris Boge abhält. Ihre Jugendromane werden gerne fächerübergreifend im Deutsch-, Religions- und Ethikunterricht als Klassenlektüre verwendet. Mehrere Kindergeschichten, die in Zusammenarbeit mit Chris Boge entstanden sind, wurden ebenfalls als Hörbuch veröffentlicht.
Eines ihrer Bücher (Sehnsucht nach Winnie) ist darüber hinaus in Zusammenarbeit der damals 14-jährigen Tochter (Nikola Zieren, geb. Boge) entstanden.
Verschiedene Romane sind in mehrere Sprachen übersetzt worden, z. B. ins Chinesische, Dänische, Spanische und Niederländische.

## Bibliographie (Auswahl)
Romane und Kindergeschichten
| - Acht Augen sehen mehr als vier, 2013 - Ihr wisst ja nicht, was Liebe ist, 2013 - Piraten-Luis und der verwunschene Leuchtturm, 2011 - Zwischen Himmel und Hölle, 2009 - Sternensucher, 2009 - Die Freunde im Zauberwald – der gestohlene Hexenkoffer, 2009 - Fight ohne Regeln, 2008 - Die Fremde im Steinbruch, 2007 - Olivia total umschwärmt, 2007 (zusammen mit Chris Boge) - Drei auf Wolke sieben, 2006 - Vampirfieber, 2006 - Dance, 2004 - Melissa in der Hexenschule, 2004 - Nachtschattenzeit, 2003 - 2 x Stark / Das Geheimnis der Viola Valenza, 2003 - 2 x Stark / Geheimer Fund an Halloween, 2003 - Monster mögen Makkaroni, 2002 - Dunkle Engel, 2001 - Sandras Baby, 2001 - Klassenschwarm Vanessa, 2000 - Ein kleines Gespenst für Lia, 2000 - Voodoo – schwarze Liebe, 2000 - Mink, der kleine Hexer, 1999 - Vampirnebel, 1998 - Das Gespenst im Bettkasten, 1997 - Emil Reiseschwein und die Meermonster, 1996 - Dreimal lieber Angelo, 1995 - Satans rote Augen, 1995 - Sehnsucht nach Winnie, 1994 (zusammen mit Nikola Boge) - Lilli kennt das Gruseln nicht, 1993 - Papa wohnt im Wintergarten, 1993 - Zwei Väter sind besser als keiner, 1993 - Löwen brauchen keine Kleider, 1992 - Max Krachmach, 1992 - Bonnie Siebenzack oder die Saurier kehren zurück, 1991 - Kassiopeia, 1991 - Bianca Vampirutschi oder die Wahrheit über Vampire, 1989 - Das Glück der Elli G., 1989 | - Bolanek kann zaubern, 1987 - Faja, König von Wildland, 1987 - Zeig mir, Gott, doch dein Gesicht, 1987 - Eine gewisse Zeit im Jahr, 1985 - Lauf gegen den Wind, 1984 - Barfuß gehen und träumen, 1982 - Erinnerung an Barbara, 1982 - Zeugin Nina Baumgärtner, 1980 - Körnchen Kamintier, 1979 - Ein Zimmer irgendwo, 1975 - Bei Pfefferkorn spukt ein Gespenst, 1972 - Seidelbast sucht Insel Mi, 1970 Kurzgeschichten - Die besten Vorlesegeschichten für 3 Minuten, 2013 - Zauberfeengeschichten, 2008 - Rittergeschichten für 3 Minuten, 2007 (mit Chris Boge) - Feengeschichten für 3 Minuten, 2007 (mit Chris Boge) - Ballettgeschichten, 2006 - Flaschengeistgeschichten, 2006 - Vampirgeschichten, 2003 - Lustige Gespenstergeschichten, 2002 - Von Hexen, Monstern und Gespenstern, 2002 (mit Ingrid Uebe) - Gespenstergeschichten, 2001 - Das goldene Zauberschloss und andere Geheimnisgeschichten, 1999 (mit Dorothea Tust) - Manche Monster Schmusen gern und andere Monstergeschichten, 1997 Tonträger Mit Anderen und mit Musik von Dorothee Kreusch-Jacob (Hrsg.): - Der Bärendoktor, 1992 - Lieder aus dem Ferienkoffer, 1994 - Lieder aus der Stille, 1995 Gelesen von Chris Boge: - Feengeschichten für drei Minuten, 2008 - Sandras Baby, 2008 |